# Архангельська Мельниця
Арха́нгельська Ме́льниця (рос. Архангельская Мельница) — присілок у складі Великоустюзького району Вологодської області, Росія. Входить до складу Усть-Алексієвського сільського поселення.

## Населення
Населення — 24 особи (2010; 29 у 2002).
Національний склад (станом на 2002 рік):
- росіяни — 86 %